# Aleksander Mann

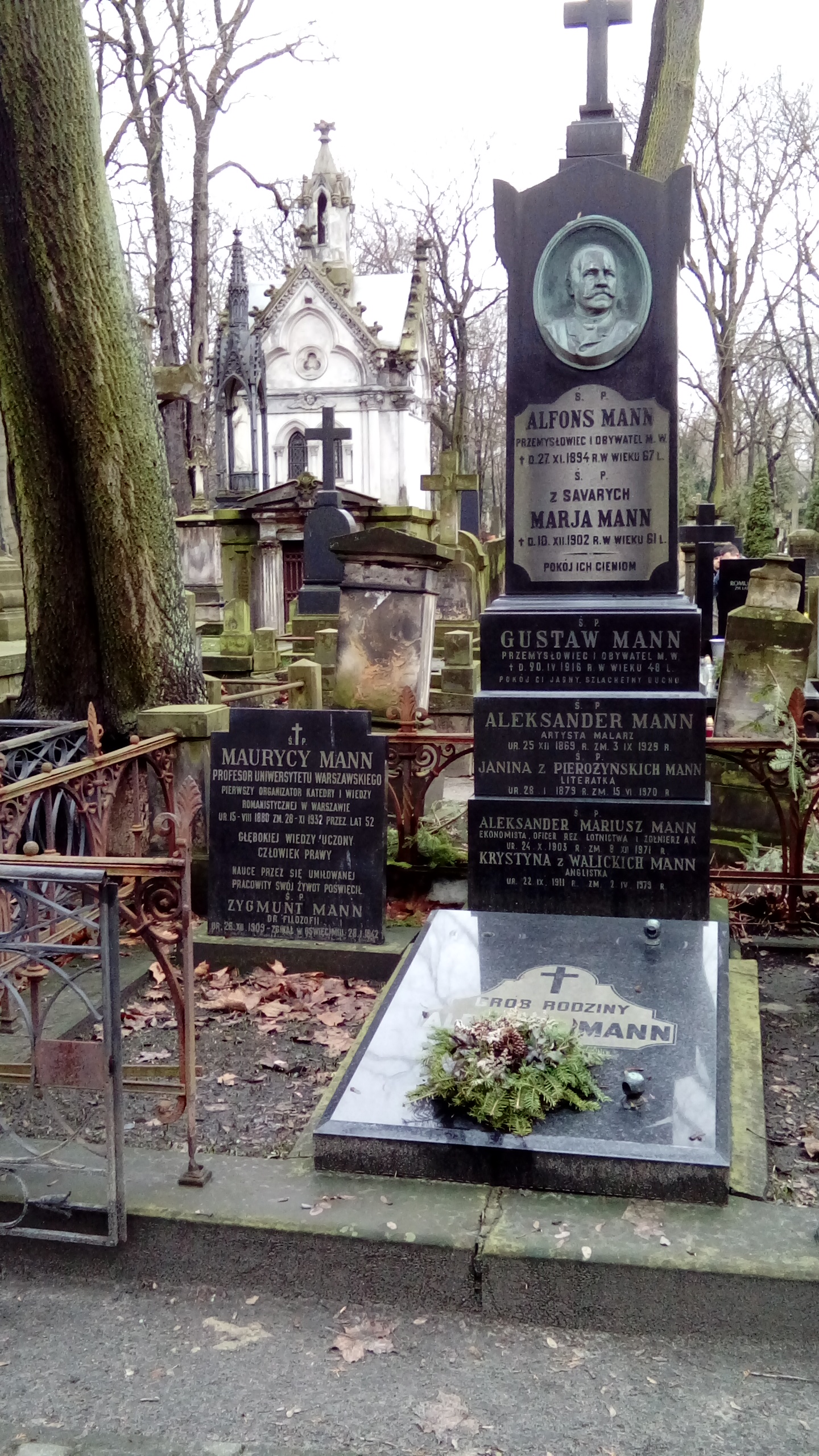
Grób Aleksandra Manna na Cmentarzu Powązkowskim

Aleksander Mann (ur. 24 grudnia 1869 w Warszawie zm. 3 września 1929 w Konstancinie-Jeziornie) – polski malarz, grafik, kolekcjoner i przemysłowiec. Miał trzech braci – Edwarda Hieronima, Gustawa Franciszka i Maurycego, oraz dwie siostry – Zofię Marcjannę i Annę Barbarę.

## Życiorys
Urodził się w rodzinie przemysłowca Alfonsa i jego żony Marii z domu Savary de Villard. Jego ojciec prowadził firmę „Alfons Mann i syn” produkującą narzędzia chirurgiczne. Aleksander Mann ukończył warszawskie gimnazjum im. W. Górskiego, a następnie rozpoczął studia w Warszawskiej Szkole Rysunkowej. W latach 1896–1899 mieszkał i studiował w Monachium i Rzymie. Przez kolejne dwa lata studiował w krakowskiej akademii pod kierunkiem Teodora Axentowicza.
Zamieszkał w Konstancinie-Jeziornie, gdzie w 1904 roku Jan Heurich młodszy wybudował dla niego willę „Ave”.
W 1916 został współwłaścicielem rodzinnej firmy „Alfons Mann”.
W latach 1916–1918 był prezesem Warszawskiego Towarzystwa Artystycznego. Należał do Towarzystwa Zachęty Sztuk Pięknych w Warszawie, Związku Polskich Artystów Grafików i Związku Zawodowego Polskich Artystów Malarzy, należał do grupy „Odłam”. Był również współredaktorem miesięcznika „Wianki”.

## Twórczość
Malował obrazy farbami olejnymi i akwarelą, były to pejzaże, zabytkowa architektura, rzadziej kwiaty i portrety. Prace swoje wystawiał w Warszawie w Towarzystwie Zachęty Sztuk Pięknych (lata 1908–1929; otrzymał medal w 1928), w salonie Czesława Garlińskiego (w latach 1924, 1925, 1927, 1928 i 1937), jak również we Lwowie, w Wilnie, Poznaniu, Lublinie, Bydgoszczy oraz w Moskwie i Lipsku. Większość jego prac wraz z kolekcją dzieł sztuki została utracona w czasie II wojny światowej.

## Życie rodzinne
W 1900 poślubił Janinę Pirożyńską i mieli syna Aleksandra Mariusza. Zmarł 3 września 1929 w Konstancinie-Jeziornie i pochowany jest na cmentarzu Powązkowskim w Warszawie.